# Gustave Harmant
Gustave Dardoize, dit Gustave Harmant, est un auteur dramatique français du né à Paris le 18 avril 1824 et mort à Paris 2e le 17 novembre 1864.

## Biographie
Directeur du Théâtre de la Gaité et du Vaudeville (1864-1865), ses pièces ont été représentées sur les plus grandes scènes parisiennes du XIXe siècle : Théâtre du Vaudeville, Théâtre du Palais-Royal, Théâtre de l'Odéon etc.
Il est enterré au cimetière du Père-Lachaise (6e division).

## Œuvres
- L'Original et la Copie, comédie en 1 acte et en vers, avec Armand-Numa Jautard, 1852
- Le Parapluie de Damoclès, comédie en deux actes mêlée de couplets, avec Victor Varin et Ernest Lehmann, 1852
- Une partie de cache-cache, comédie vaudeville en 2 actes, avec Lehmann, 1854
- Quand on n'a pas le sou..., vaudeville en 1 acte, avec Arsène de Cey, 1854
- 55 francs de voiture, vaudeville en 1 acte, avec Alfred Delacour, 1855
- Théâtre d'Elbeuf... Elbeuf dans de beaux draps, à-propos vaudeville en un acte, 1857
- Le Capitaine Georgette, vaudeville en 1 acte, avec Delacour et Paul Siraudin, 1860
- Quelle mauvaise farce !, vaudeville en 1 acte, avec Alexandre Guyon et Amédée de Jallais, 1860
- Observations tendant à la suppression du droit des indigents sur les spectacles (1867) ; suivies de courte réponse à M. Husson directeur général de l'assistance publique à Paris (1869), avec Hippolyte Cogniard, Eugène Déjazet, Hippolyte Hostein et Montigny